# 安妮·塔瑪爾-馬蒂斯
安妮·塔瑪爾-馬蒂斯（Anne Tamar-Mattis）是美国律师，人權倡議者，并且是interACT的创始人。她目前担任interACT的法律总监。